# هنري (دوق لوكسمبورغ الأكبر)
هنري (دوق لوكسمبورغ الأكبر) (بالفرنسية: Henri) دوق لوكسمبورغ مواليد 16 أبريل 1955 في مدينة بيزدروف (لوكسمبورغ). اعتلى منصب الحاكم الدستوري لدوقية لوكسمبورغ الكبرى منذ تنازل والده الدوق الأكبر جان في عام 2000.

## النشأة
هو الابن الذكر الأكبر لـ الدوق الأكبر جان والثاني من أبنائه من حيث الترتيب في الولادة. والدته هي الدوقة جوزفين شارلوت التي ولدت كإحدى أميرات العائلة المالكة في بلجيكا. خاله هو الملك ألبير الثاني ملك بلجيكا، وعمته هي الأميرة ماري غابرييل لوكسمبورغ.
خلال دراسته في جنيف، تعرف على زوجته الحالية ماريا تيريزا باتيستا، التي ولدت في هافانا في عام 1956. وأقيم حفل زواجهما بتاريخ 14 فبراير 1981 في كاتدرائية لوكسمبورغ.
- وللزوجين أربعة أبناء وبنت :
- الأمير غوليام ولي عهد لوكسمبورغ، ولد 11 نوفمبر 1981 (ولي العهد منذ 18 ديسمبر 2000).
- الأمير فيليكس، من مواليد 3 يونيو 1984.
- الأمير لويس، من مواليد 3 أغسطس 1986 تزوج تيسي أنتوني له ولدين هما (غابرييل ونوح).
- الأميرة الكسندرا، ولدت في 16 فبراير سنة 1991.

الأمير سيباستيان، ولد في لوكسمبورغ يوم 16 أبريل 1992.

## دراسته
بعد دراسته الثانوية في لوكسمبورغ وفرنسا حيث حصل على البكالوريا عام 1974، درس في سويسرا في جامعة جنيف حيث تخرج في عام 1980، وحصل على شهادة البكالوريوس في العلوم السياسية.
في الجيش لوكسمبورغ، حصل على رتبة جنرال. هو الآن القائد الرئيسي ورئيس أركان الجيش. الدوق الأكبر لوكسمبورغ يتحدث الفرنسية والإنكليزية والألمانية[ ؟ ].